# Microlepidium
Microlepidium là chi thực vật có hoa trong họ Cải.